# Oxypyge confusa
Oxypyge confusa är en mångfotingart som beskrevs av Chamberlin 1922. Oxypyge confusa ingår i släktet Oxypyge och familjen Rhinocricidae. Inga underarter finns listade i Catalogue of Life.